# 出離
出離（羅馬化：Naiṣkāmya，羅馬化：Naiṣkramya），又稱捨離、捨世、離等，佛教術語，意為對欲樂的棄絕，不為塵垢所染。為南傳佛教十波羅密之一，亦是八正道中正念的一種方式。

## 概論
出離波羅密為南傳菩薩道六波羅密之一，在北傳中不列入六度（六波羅密）。
在南傳佛教菩薩道教法中，在瞭解了世間生命的不圓滿以及學習四聖諦、八正道以後，會產生對世間欲樂的棄絕之心（出離心），進而离家之依赖、离人群之愦闹、离欲之诱惑。佛教認為，欲樂短暫而不實，執著不放則是苦的緣起，因此若要滅苦得樂，需要出離欲樂。
出離為歸屬於八圣道分（八正道）中正念的一種修行方式，對治執著和五欲，去除邪見，清淨意業。

## 分類
出離針對以下四種：
1. 欲樂取（kamu-padana）
2. 見解取（ditthu-padana）
3. 戒禁取（silabbatu-padana）
4. 我見取（attavadu-padana）

《清净道论》中也举出三种：
1. 身离
2. 心离
3. 镇伏离

## 小乘和大乘的出離心的分別
小乘修出離心主要是想離開三界六道，觀身不淨，觀受是苦，而求自我解脫。
大乘修出離心是要離開三界六道的束縛，大乘有菩提心的學處，所以不會是依自我解脫生出離心；是依菩提心，為利一切眾生願成佛，而我必須成佛來利益一切眾生，這樣的大乘出離心。